# 周绪红
周绪红（1956年6月—），男，汉族，湖南南县人，工学博士，教授，博士生导师，结构工程专家，中国工程院院士，日本工程院外籍院士，湖南大学新型结构体系研究中心主任，重庆大学钢结构工程研究中心主任。

## 生平
1982年、1986年和1992年毕业于湖南大学土木系，相继获得工学学士、硕士和博士学位。曾在美国哥伦比亚大学、莱斯大学、密西根大学、耶鲁大学短期培训。历任湖南大学副校长、长安大学校长、兰州大学校长（副部长级）、重庆大学校长（副部长级）。
第十一届、第十二届全国人大代表。

## 学术成就
长期从事结构工程和桥梁工程学科钢结构、钢－混凝土组合结构、装配式房屋结构等方向的教学与科研工作。兼任中国钢结构协会副会长，国家钢结构工程技术研究中心技术委员会主任，中国土木工程学会常务理事，住建部专家委员会专家，住建部建筑结构标准化技术委员会副主任委员，教育部科学技术委员会能源与土木建筑水利学部委员，中国力学学会高级会员，联合国工业发展组织国际太阳能技术促进转让中心高级专家等学术职务。担任《建筑科学与工程学报》杂志主编，《土木工程学报》、《建筑结构学报》、《钢结构》、《建筑钢结构进展》等9本学术期刊编委。
先后获得省部级以上科技奖励16项，其中国家科技进步二等奖3项、省部级科技进步一等奖8项及二等奖5项。授权国家发明专利等知识产权60余项。获得国家教学成果二等奖1项，省级优秀教学成果一等奖2项。主编或参编国家与行业标准9部，国家与省级标准设计图集6套；主编国家和省级工法12本；出版专著2部，主编和参编教材9部，在国内外发表学术论文300余篇。已培养硕士研究生90余名，博士研究生与博士后研究人员50余名。
2005年被授予陕西省有突出贡献专家称号；2010年被授予甘肃省领军人才称号；2015年拟获重庆市科技突出贡献奖（公示中）；2014年被授予中国钢结构三十年领军人物称号。
2011年当选中国工程院院士，2019年当选日本工程院外籍院士。